# St. Johannes Evangelist (Angkofen)

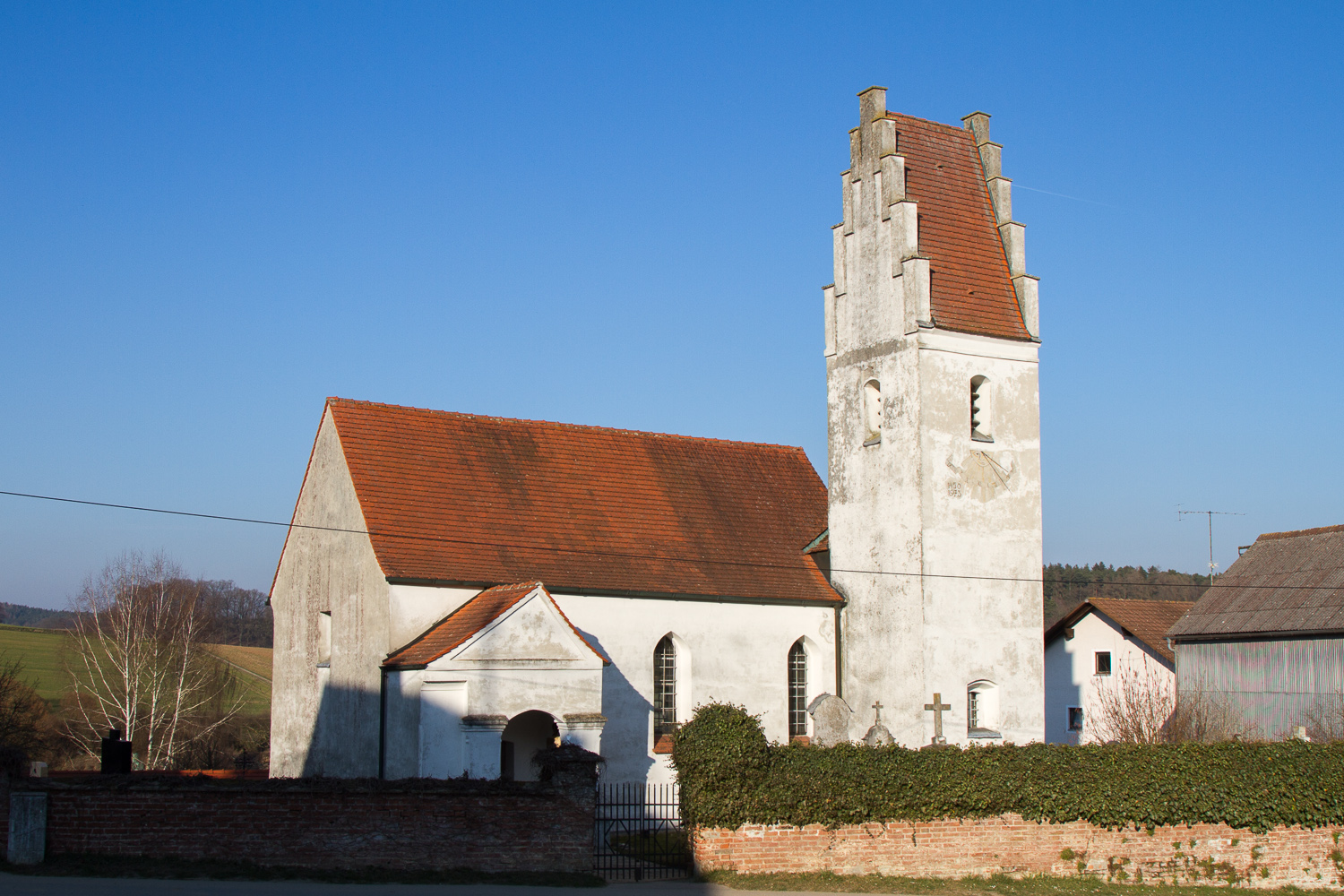
St. Johannes Evangelist in Angkofen

Die  römisch-katholische Filialkirche St. Johannes Evangelist steht in Angkofen, einem Gemeindeteil der oberbayerischen Stadt Pfaffenhofen an der Ilm. Das denkmalgeschützte Bauwerk ist  in der Liste der Baudenkmäler in Pfaffenhofen an der Ilm unter der Nr. D-1-86-143-74 eingetragen. Die Kirche gehört zum Dekanat Pfaffenhofen des Bistums Augsburg.

## Beschreibung
Die Saalkirche wurde Mitte des 15. Jahrhunderts erbaut. Sie besteht aus einem Langhaus, einem eingezogenen, dreiseitig geschlossenen Chor im Osten und einem Chorflankenturm an der Südwand des Chors, zwischen dessen Staffelgiebeln sich das Satteldach befindet. Das Portal befindet sich in einem Anbau an der Südwand des Langhauses vor dem westlichen Joch. 
Der Innenraum des Langhauses ist mit einer Flachdecke überspannt, der des Chors mit einem Netzgewölbe, das auf Kämpfern ruht, die mit Gaffköpfen verziert sind.